# Nitrilgummi
For nitril se denne
Nitrilgummi, også kendt som nitril-butadien-gummi, NBR-gummi, Buna-N og acrylonitril-butadien-gummi, er en syntetisk gummi afledt af acrylonitril (ACN) og butadien. Handelsnavne omfatter Perbunan, Nipol, Krynac og Europrene. Nitrilgummi er usædvanlig ved at være modstandsdygtig over for olie, brændstof og andre kemikalier.
Nitrilgummi bruges i bil- og luftfartsindustrien til fremstilling af brændstof- og oliehåndteringsslanger, pakninger, tyller og selvtætnende brændstoftanke. Det bruges også i fødevareindustrien, medicinske og nukleare industrier til fremstilling af beskyttelseshandsker. Nitrilgummis stabilitet ved temperaturer fra −40 til 108 °C gør det til et ideelt materiale til luftfartsapplikationer. Nitrilgummi bruges også til at fremstille støbte varer, fodtøj, klæbemidler, fugemasser, svampe, ekspanderet skum og gulvmåtter.